# Diana (zespół muzyczny)
Diana – polski zespół muzyczny wykonujący muzykę disco polo, działający w latach 1996–2002, reaktywowany w 2020 roku.

## Historia zespołu
Zespół Diana powstał w 1996 roku z inicjatywy pochodzących z okolic Chełma Arkadiusza Siennicy, Bożeny Wdowiuk i Janusza Wdowiuka. W 1997 roku nakładem wytwórni STD ukazał się ich pierwszy album, Greckie wino, z popularnym nagraniem tytułowym. Do swojego brzmienia grupa wplatała elementy muzyki greckiej. Teledyski i występy Diany były emitowane w programie Disco Relax na antenie telewizji Polsat. W 1998 grupa wydała własną wersję gruzińskiej piosenki „Suliko”, która stała się jednym z ich największych przebojów, a także płytę pod tym samym tytułem. Rok 1999 przyniósł album Wiśniowy sad, z którego pochodziły kolejne przeboje – „Wiśniowy sad” i „Mardżanda”. Pod koniec roku wydany został bożonarodzeniowy album z kolędami.
W 2000 roku zespół Diana odszedł z wytwórni STD i nawiązał współpracę z wydawnictwem Green Star, a od tamtej pory ich muzyka była promowana w programie Disco Polo Live na antenie Polsatu. W tym samym roku grupa wydała album Pójdę za tobą z bardzo popularnym nagraniem tytułowym, które utrzymywało się na liście przebojów Disco Polo Live przez ponad pół roku, w tym wiele tygodni na miejscu pierwszym. W 2001 roku wydany został album Kasztany nawiązujący do muzyki cygańskiej. W 2002 roku, kilka miesięcy po zdjęciu z anteny programu Disco Polo Live wskutek spadku popularności nurtu disco polo, zespół zakończył działalność. Bożena i Janusz Wdowiuk skupili się wówczas na prowadzeniu Domu Przyjęć „Diana” w Pokrówce.
Pod koniec 2019 roku zespół Diana ogłosił, że wróci na scenę po 18 latach przerwy na przełomie stycznia i lutego 2020.

## Skład zespołu
- Bożena Wdowiuk – śpiew
- Janusz Wdowiuk – instrumenty klawiszowe
- Arkadiusz Siennica – instrumenty klawiszowe

## Dyskografia

### Albumy studyjne
- Greckie wino (1997)
- Suliko (1998)
- Wiśniowy sad (1999)
- Najpiękniejsze kolędy (1999)
- Pójdę za tobą (2000)
- Kasztany (2001)

### Kompilacje
- Największe przeboje (2000)
- Wielka kolekcja disco polo (2009)